# Jakob Drews
Jacob Drews är en svensk innebandyspelare född 1991 i Uppsala. Han spelar för IK Sirius i Svenska Superligan och har även gjort fyra juniorlandskamper för Sverige.